# Мірошниченко Євгенія Семенівна
Мірошниче́нко Євге́нія Семе́нівна  (12 червня 1931, Графське, Вовчанський район, Харківська область, Українська РСР, СРСР — 27 квітня 2009, Київ, Україна) — українська та радянська оперна співачка; педагог, професор. Народна артистка СРСР, лауреат Державної премії СРСР (1981) та Державної премії УРСР імені Тараса Шевченка (1972). Герой України (2006). Почесна громадянка Києва та Харкова.
Входить до переліку найвідоміших жінок давньої та сучасної України.

Зірка Євгенії Мірошниченко на Алеї зірок у Києві

## Біографія
Народилася 1931 року в селі Радянське (зараз Графське Вовчанського району Харківської області, Україна). У сільській родині Мірошниченків. Батько загинув на фронті, мати залишилась з трьома дітьми одна.
Після визволення Харкова від німецько-фашистських загарбників у 1943 році Євгенія вступила до технікуми де навчалась на слюсара. Де почала брати участь у ходожній самодіяльності, де хормейстер і композитор Зиновій Заграничний першим розгледів її талант.
У 14-річному віці Євгенія заспівала «Вечірню пісню» Стеценка на сцені «Большого» — для Сталіна.
З 1951 по 1957 рік навчалася в Київській консерваторії у класі професора Марії Донець-Тессейр.
У 1961 році стажувалася у міланському театрі «Ла Скалі».
З 1957 по 1997 рік була солісткою (лірико-колоратурне сопрано) Київського театру опери та балету.
З 1980 року викладала в Київській консеваторії на кафедрі сольного співу, з 1990 року — професор.
У 2002 році заснувала Благодійний фонд імені Є. С. Мірошниченко.
Померла 27 квітня 2009 року в Києві. Похована в Києві на Байковому кладовищі (ділянка № 52а).

## Творчість
Коронні оперні партії: Лючія («Лючія ді Ламмермур» Г. Доніцетті), Цариця ночі («Чарівна флейта» В. А. Моцарта), Лакме («Лакме» Л. Деліба).
Інші партії — Розіна («Севільський цирульник» Дж. Россіні), Віолетта («Травіата» Дж. Верді), Мюзетта («Богема» Дж. Пуччіні), Манон («Манон» Ж. Массне)…
Записувалася на радіо, грамплатівки.
Знімалася в музичних фільмах; зокрема, співала в фільмі С. Параджанова «Українська рапсодія» (1961). Проводила концертну діяльність.
Гастролювала в США, Канаді, країнах Західної Європи.
Серед учнів — Валентина Степова, О. Нагорна, Наталія Шелепницька, О. Терещенко, К. Стращенко, Р. Кулиняк, О. Гаєвська, С. Чахоян, Т. Ходакова, О. Ярова, Т. Гузун, О. Пащук, О. Кириловська, Л. Таран, О. Верба, К. Абдуліна, С. Мерліченко, І. Зябченко, С. Пількевич, О. Арбузова, О. Савченко, Г. Грегорчак, Д. Іванченко, В.Семенова, О. Безсмертна, О. Казанцева-Кабка.

## Євгенія Мірошниченко та Київська мала опера
Останні роки свого життя співачка докладала багато зусиль для створення Малої опери на базі Лук'янівського народного будинку (тоді ще Клубу трамвайників) — концертного майданчика, де б могли ставитися рідко виконувані класичні оперні шедеври, здійснюватися експериментальні постановки, розвивати свій талант молоді музиканти. За її ініціативи 2004 року було засновано Київську малу оперу. Однак оперна діва пішла з життя так і не побачивши кінцеву реалізацію свого задуму.

## Дискографія
Грамплатівки LP (всі — М.: Мелодия):
- Евгения Мирошниченко. Фрагмент и арии из опер / Кам. орк. Киев. гос. академ. театра оперы и валета им. Т. Шевченко. — С33-013ВЗ. 1966;
- Евгения Мирошниченко. / Орк. Большого театра СССР / М. Аииер — С10 12283-4. 1979;
- Р. Глиер: Концерт для голоса с оркестром, соч. 82 / Е Мирошниченко (сопрано), орк. Большого т-ра СССР / М. Зрмлер. — С10 12751-2. 1979.

## Фільмографія
- «Пісні над Дніпром» (1958, вокал)
- «Лючія ді Ламмермур» (1980, фільм-опера; Лючія)
- «Українська рапсодія» (1961, Оксана (закадровий вокал) — роль О. Петренко)

## Статті
- Осяяний усмішкою Музика. — 1999. — № 5;
- 3 села Радянського // КіЖ. — 1978. — 16 квіт.;
- Я хочу бачити свою країну щасливою // Урядовий кур'єр. — 1999. — 18 березня;
- Я називаю такі наміри злочинними // Дзеркало тижня. — 1999. — 3—5 березня.

## Відзнаки
- 26 серпня 2006 року указом Президента України В. Ющенка нагороджена званням Героя України.
- Лауреат Державної премії УРСР імені Тараса Шевченка (1972).
- Лауреат Міжнародного конкурсу вокалістів у Тулузі (Франція, 1958), Всесвітнього фестивалю молоді та студентів у Москві (1957).
- Кавалер ордена Ярослава Мудрого, ордена «За розбудову України», ордена Слави «На вірність Вітчизні», ордена «Знак Пошани», «За досягнення в культурі», міжнародної нагороди — ордена св. Станіслава.
- Володарка Почесного титулу «Зірка українського мистецтва».
- Орден Леніна (1967) Орден Жовтневої Революції(1976) Орден Дружби народів (1981) 
Почесний громадянин Києва. Почесний громадянин Харкова(2001).

## Увічнення пам'яті
На пленарному засіданні Київської міської ради 10 листопада 2016 року депутати ухвалили рішення перейменувати вулицю Софії Перовської на вулицю Євгенії Мірошниченко.
24 жовтня 2021 в Національній опері України був презентований збірник вокальних творів з концертно-камерного репертуару Євгенії Мірошниченко «Душа — се конвалія ніжна…» авторів-упорядників: кандидатки мистецтвознавства, співачки, піаністки, доцентки Київської муніципальної академії музики імені Р. М. Глієра, учениці Євгенії Семенівни — Орисі Баланко та диригента, аранжувальника, композитора Віталія Фізера.